# Ley de protección y bienestar animal
La ley de protección y bienestar animal, o ley n.° 30407, es la norma peruana que busca promover la protección y bienestar de los animales sin distinción de especie, así como la conservación de la biodiversidad en el país. En su alcance, la norma solo incluye la protección de los animales de compañía, los animales de granja, los animales de experimentación y los animales silvestres mantenidos en cautiverio; no incluye a los animales silvestres en la naturaleza (que no se encuentran en cautiverio) frente a actos de crueldad.
Fue aprobada por el Congreso de la República el 12 de diciembre de 2015, promulgada por el presidente Ollanta Humala y publicada en el diario oficial El Peruano el día 9 de enero de 2016.

## Contenido
La norma contiene 36 artículos distribuidos en ocho capítulos y un anexo:
- Capítulo I Disposiciones generales
- Capítulo II Deberes de las personas y el estado
- Capítulo III Ente rector y órganos ejecutores de apoyo
- Capítulo IV Asociaciones de protección y bienestar animal
- Capítulo V Tenencia, protección y manejo de animales
- Capítulo VI Prohibiciones
- Capítulo VII Eutanasia de animales domésticos de compañía y de animales silvestres mantenidos en cautiverio
- Capítulo VIII Infracciones y sanciones

Como disposición complementaria, la ley 30407 deroga la anterior ley 27265, Ley de protección a los animales domésticos y a los animales silvestres mantenidos en cautiverio, aprobada por la Presidencia del Consejo de Ministros el 20 de mayo de 2000.

## Normativa relacionada

### Ley 27596
La ley 27596, ley que regula el Régimen Jurídico de Canes, fue aprobada el 22 de noviembre de 2001 por el Congreso de la República y publicada el 13 de diciembre de 2001, y regula «la crianza, adiestramiento, comercialización, tenencia y transferencia de canes, especialmente aquellos considerados potencialmente peligrosos, dentro del territorio nacional». Esta ley está reglamentada a través del Decreto Supremo 006-2002-SA, emitido por el Ministerio de Salud y aprobado el 25 de junio de 2002.
Esta ley establece el requerimiento de un Seguro Obligatorio para canes peligrosos, de carácter anual, para los dueños de canes considerados peligrosos contra los daños contra terceros que puedan ocasionar sus canes, como requisito para obtener su licencia de propiedad. Asimismo, establecer que las municipalidades provinciales y distritales son las encargadas de llevar un registro de estos canes y fiscalizar el cumplimiento de las obligaciones de los dueños de estos perros.

### Ley 31311
La ley 31311, ley que prioriza la esterilización de perros y gatos como componente de la Política Nacional de Salud Pública, fue aprobada el 30 de junio de 2021 por el Congreso de la República y publicada el 23 de julio de 2021. Esta regula la esterilización de perros y gatos como una política de salud pública para garantizar la salud e integridad de las personas. Esta ley modifica los artículos 7 (Deberes del Estado), 27 (Prohibición de atentar contra animales de compañía) y 29 (Métodos de eutanasia) de la ley 30407.
Esta ley espera su reglamentación por parte del Ministerio de Salud hasta el 20 de julio de 2022.